# Steaua Bukurešt (vaterpolo)
Steaua je rumunjski vaterpolski klub iz grada Bukurešta.

## Uspjesi
Prvak Rumunjske: 1952., 1953., 1954., 1955., 1956., 1991., 1992., 1993., 1994., 1995., 2005., 2006.